# Mats Hansson (militär)
Mats Göran Hansson, född 10 juli 1949 i Billeberga socken, är en svensk officer i Armén.

## Biografi
Hansson blev 1971 fänrik i Armén. År 1973 befordrades han till löjtnant, 1974 till kapten, 1982 till major vid generalstaben, 1988 till överstelöjtnant och 1992 till överste.
Hansson inledde sin militära karriär i Armén vid Norra skånska regementet. Åren 1986–1991 var han avdelningschef vid Södra militärområdesstaben. Åren 1991–1992 var han chef för Pansartruppernas stridsskola. Åren 1992–1994 var han chef för Skånska dragonregementet. Åren 1994–1996 var han chef för Skånska dragonbrigaden. År 1996 var han även befälhavare för Skånes försvarsområde (P 2/Fo 14). År 1997 var han armé- och marinattaché. Åren 1998–2000 tjänstgjorde han som försvarsattaché i Bonn, Tyskland.